# سن کلمنته (کالیفرنیا)
سان کلمنت (به انگلیسی: San Clemente) شهری در شهرستان اورنج، کالیفرنیا ایالت کالیفرنیا است که در سرشماری سال ۲۰۱۰ میلادی، ۶۳۵۲۲ نفر جمعیت داشته است. 